# Со (община)

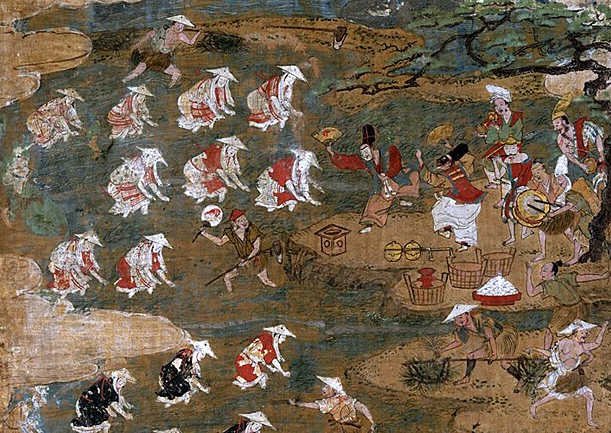
Розсада рису у японському селі.

Со (яп. 惣, そう, «община», «спілка») — форма організації самоврядування на селі в Японії 14 — 16 століття. 
Також відома як сотю (яп. 惣中, そうちゅう), сосон (яп. 惣村, そうそん), сосьо (яп. 惣荘, そうしょう).

## Короткі відомості
З початку 14 століття, у зв'язку з ростом виробничих відносин у японському селі, відбувався процес економічного унезалежнення середнього і малоземельного селянства. Його представники стали активніше долучатися до справ управління села, яким до цього займалися виключно сільські голови. Формувалася сільська самоврядна община со, до якої входило від двох до декількох десятків сіл. 
Через диференціацію сільського стану керівний склад со і розмір був різним. У економічно відсталих районах основу самоврядної організації складали дрібні самураї, що мешкали у селах, а вона сама охоплювала собою усі села певного повіту. У середньорозвивнених територіях управління со здійснювали десятки сільських голів. У економічно розвинутих регіонах, особливо у регіоні Кінкі, со керували сільські голови спільно з простими селянами.
Організація общини со була необхідна селянству для раціонального використання ресурсів і налагодження суспільного життя. Економічний фундамент общини складали общинні поля і гірські ліси, які були у колективному використанні. Кожна со мала власні правила і закони, що базувалися на звичаєвому праві. Вони регламентували використання природних ресурсів, насамперед лісу і води, визначали розміри позик і військової допомоги іншим селам, передбачали систему покарань, переважно штрафів, за правопорушення. Управління общиною здійснювалося колегіально, на нарадах. Важливі рішення приймалися спільно, у формі присяги божествам, що супроводжувалася церемонією розпиття води або саке. Керівники со також забезпечували ефективність системи взаємної допомоги під час сільськогосподарських робіт.
Формування самоврядування на селі дало змогу японським селянам спільно боротися зі свавіллям місцевих чиновників і володарів. Со часто організовувала акції непокори, які інколи переростали у повстання, з вимогами зменшення данини і податків. Селяни також почали вимагати у влади грошей на підтримання іригаційної системи. Найбільші заворушення, організовані со мали місце в околицях Кіото і Нари.
У другій половині 15 століття Японію охопили міжусобиці, що спричинило мілітаризацію общин со. Села стали укріплятися ровами і волами. Серед селянства виокремився клас старшин, які виконували роль військових командирів. Через посилення провінційних володарів даймьо сільські старшини ставали їхніми васалами і перетворювалися на сільських чиновників того чи іншого самурайського дому. Це спричинило ослаблення сільської організації самоврядування. Вона остаточно занепала наприкінці 16 століття у зв'язку проведенням адміністративної і земельної реформи на селі під проводом Тойотомі Хідейосі.